# Luis Altamirano

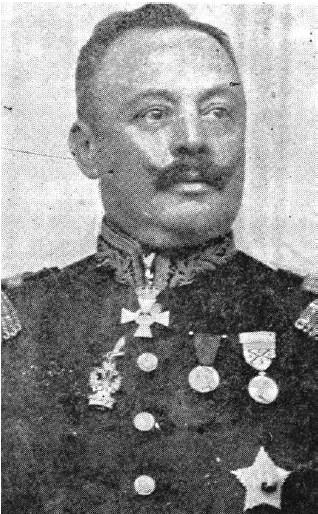
Luis Altamirano

Luis Altamirano Talavera (* 1876 in Concepción; † 1938) war ein chilenischer General und Politiker. Er amtierte kurzzeitig als diktatorischer Präsident seines Landes.
Altamirano machte eine Offizierskarriere, die ihn 1924 auch in die Politik führte. Als Heeresgeneral saß er dem Comité Ejecutivo vor, das die Interessen der Armee gegenüber Präsident Arturo Alessandri in der Besprechung im Präsidentenpalast La Moneda am 5. September 1924 vehement vertrat. Als Alessandri am 11. September 1924 unter dem Druck der Armeeführung zurücktreten musste, rief die siegreiche Militärjunta den General Altamirano zum neuen Präsidenten aus, der sogleich ein Kabinett im Sinne der Armee-Interessen bildete. Er selbst behielt das Portefeuille des Innenministeriums, das ihm Alessandri kurz vor seinem eigenen Rücktritt noch übertragen hatte.
Die Junta unter Altamirano löste den Kongress auf und regierte mit diktatorischen Mitteln bis zum 23. Januar 1925. Dann steigerten sich die Differenzen innerhalb der Militärführung, für drei Tage im Januar übernahm Pedro Pablo Dartnell Encina den Vorsitz der Junta, und ab dem 27. Januar 1925 regierte zunächst wieder der gewählte Präsident Alessandri, den General Carlos Ibáñez del Campo aus dem europäischen Exil ins Amt zurückgerufen hatte. 
Über die weiteren Jahre im Leben Luis Altamiranos ist wenig bekannt.
| Personendaten    | Personendaten                                  |
| ---------------- | ---------------------------------------------- |
| NAME             | Altamirano, Luis                               |
| ALTERNATIVNAMEN  | Altamirano Talavera, Luis (vollständiger Name) |
| KURZBESCHREIBUNG | chilenischer General und Politiker             |
| GEBURTSDATUM     | 1876                                           |
| GEBURTSORT       | Concepción                                     |
| STERBEDATUM      | 1938                                           |